# Szakáll Klára
Szakáll Klára, az 1830-as években Miskolczy Lilla (Miskolc, 1819 ? – Debrecen, 1879. március 14.) színésznő.

## Életútja
1835. december 25-én lépett a színipályára. 1837–38-ban a Pesti Magyar Színházban játszott Miskolczy Lilla néven. Az 1838-as pesti árvíz után Pergő Celesztin Aradra szerződtette, ahol feltűnő szépségével és kedves játékával a közönség kedvence lett. Az egykori kritika így emlékezett meg róla: „Ő méltó kegyencnője a közönségnek, mert éles színtapintatával sokszor fölülemelkedik várakozásunkon. – Hangja is olly kedves a színpadon, mint épen Laborfalvié s ha szavalatával is hozzáig emelkedik, én nem tudandok akkor a kettő között különbséget tenni.” (Honművész, 1838. május 1.). 1843-ban szerepelt a pozsonyi országgyűlés színházi előadásain. 1848-ban mint vendég fellépett a Nemzeti Színházban, majd később Párizsban járt tanulmányúton. Játszott Aradon, Debrecenben, Szegeden, Kolozsvárott és Kassán. 1862-ben Szabadkán lépett fel. 1871-ben a Budai Színkörben játszott, tagja volt Latabár Endre társulatának. 1875. március 17-én Aradon ünnepelte 40 éves pályafutása jubileumát a Szer az anyósok ellen és az Egy órán át osztrák császár című darabokban. Eleinte naivákat, később hősnőket formált meg és heroikus anyaszerepekben is feltűnt. Második felesége volt Csabay Pál színigazgatónak, akivel 1839. november 13-án kötött házasságot Debrecenben. Halálát mellvízkór okozta.

## Fontosabb szerepei
- Ágneska (Katona József: Luca széke)
- Lady Macbeth (Shakespeare: Macbeth)
- Gertrud (Szigligeti Ede: Gritti)
- Zrínyi Ilona (Szigligeti Ede: II. Rákóczi Ferenc fogsága)
- Mogoriné (Szigligeti Ede: A mama)